# 熊麗
熊麗（？—？），芈姓，經典又作麗季，父，鬻熊。母妣厉。妣厉生熊丽时难产，生产后不久去世，巫师以荆条将其包裹下葬，为了纪念妣厉，改部落名楚。熊丽居住在荊山與雎山之間（湖北南漳西北李廟鎮），南漳位於“南條荊山”山麓，被史學家定為“楚文化發祥地”。《墨子·非攻下》說：“昔者楚熊麗始封此雎山（荊山）之間，越王繄虧出自有遽，始邦於越，唐叔與呂尚邦齊晉，此皆地方數百里，今以並國之故，四分天下而有之。”